# Concílio de Troyes
O Concílio de Troyes foi um concílio da Igreja Católica, que se reuniu na cidade francesa de Troyes em 13 de janeiro de 1129,  com o objetivo principal de reconhecer oficialmente a Ordem do Templo.
No outono de 1127, Hugo de Payens (1070-1136) procurou o reconhecimento da ordem por ele fundada, que atravessava uma crise de crescimento, desejando favorecer a sua extensão no Ocidente cristão. Ele partiu para Roma com cinco companheiros (incluindo Godofredo de Saint-Omer) a fim de solicitar o reconhecimento oficial do Papa Honório II. O Papa concorda em convocar um conselho em Troyes para discutir o assunto.
Ao concílio estiveram presentes: Cardeal Mateo de Albano (representante do Papa); os Arcebispos de Reims e de Sens; dez outros bispos; oito abades cistercienses das abadias de Vézelay, Cîteaux, Clairvaux (especificamente, São Bernardo de Clairvaux), Pontigny, Troisfontaines e Molesmes; e algumas personagens leigas, entre as quais Teobaldo II de Champagne, André de Baudemont, o senescal de Champagne, o conde de Nevers e alguns clérigos cistercienses, que promoviam ideias reformistas e sem a sua presença, altamente positiva, não teria sido possível ter aprovado sua Regra de Vida.
Hugo de Payens narrou neste concílio o humilde início da sua obra, que nessa altura contava apenas com nove cavaleiros, e destacou a urgência da criação de uma milícia capaz de proteger os cruzados e, sobretudo, os peregrinos para a Terra Santa, e solicitou que o conselho delibere sobre a constituição que deve ser dada à referida Ordem. São Bernardo, abade de Clairvaux, e um clérigo chamado Jean Michel foram encarregados de redigir uma regra durante a sessão, que foi lida e aprovada pelos membros do conselho. A regra do Templo é, portanto, uma regra cisterciense, que contém grandes analogias com a regra de Cister; Não poderia ser de outra forma, pois sua inspiração fora São Bernardo.
A Ordem do Templo foi criada e dotada da regra do "monge soldado": simplicidade, pobreza, castidade e oração. A Ordem teve vários nomes: a "Milícia dos Pobres Cavaleiros de Cristo", os "Cavaleiros da Cidade Santa", os "Cavaleiros do Templo de Salomão de Jerusalém", a "Santa Milícia Jerosolimitana do Templo de Salomão". Com o tempo, o nome mais comum foi o de "Templários". A vestimenta oficial era o manto branco ao qual, por volta de 1147, o papa Eugênio III acrescentou uma Cruz de Malta.